# European Climate Exchange
Die European Climate Exchange (ECX) wurde 2005 in Amsterdam gegründet und ist zurzeit die weltweit größte Terminbörse für den Handel mit CO2-Zertifikaten. 
Das Unternehmen sowie seine Schwestergesellschaft Chicago Climate Exchange befindet sich im Besitz der Climate Exchange Plc, einer Holding, die am AIM der London Stock Exchange (LSE) notiert ist. Das Unternehmen wird von Patrick Birley geleitet.
Der von Al Gore und David Blood geleitete Investmentfonds GIM besitzt 2,98 % der Anteile an der Chicago Climate Exchange, der amerikanischen Terminbörse für den Emissionsrechtehandel, und diese wiederum die Hälfte der European Climate Exchange.